# Borgen Ottenstein
Borgen Ottenstein är en medeltida borg vid floden Kamp i det österrikiska förbundslandet Niederösterreich. Den är belägen ca 14 kilometer öster om staden Zwettl.

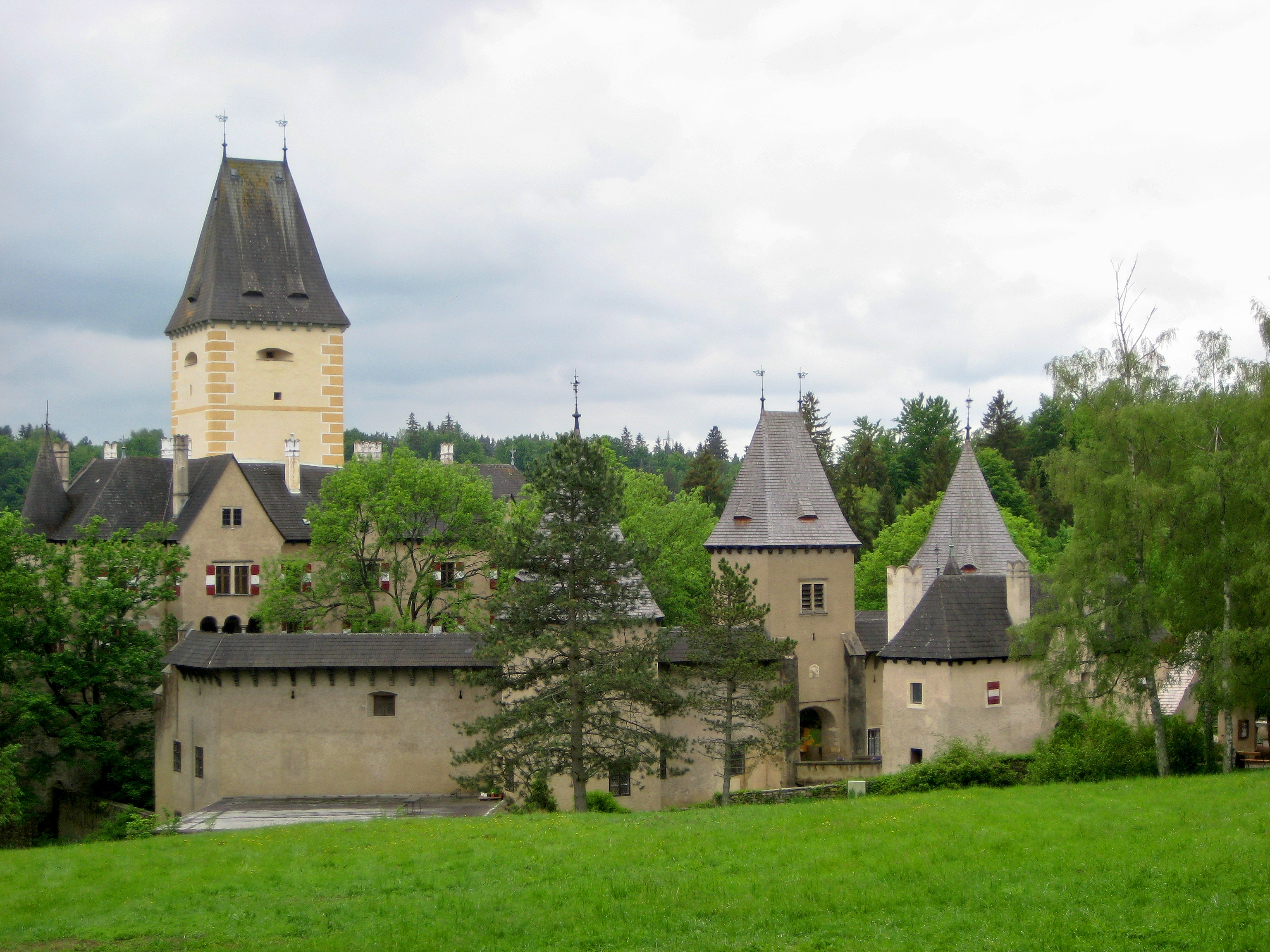
Borgen Ottenstein

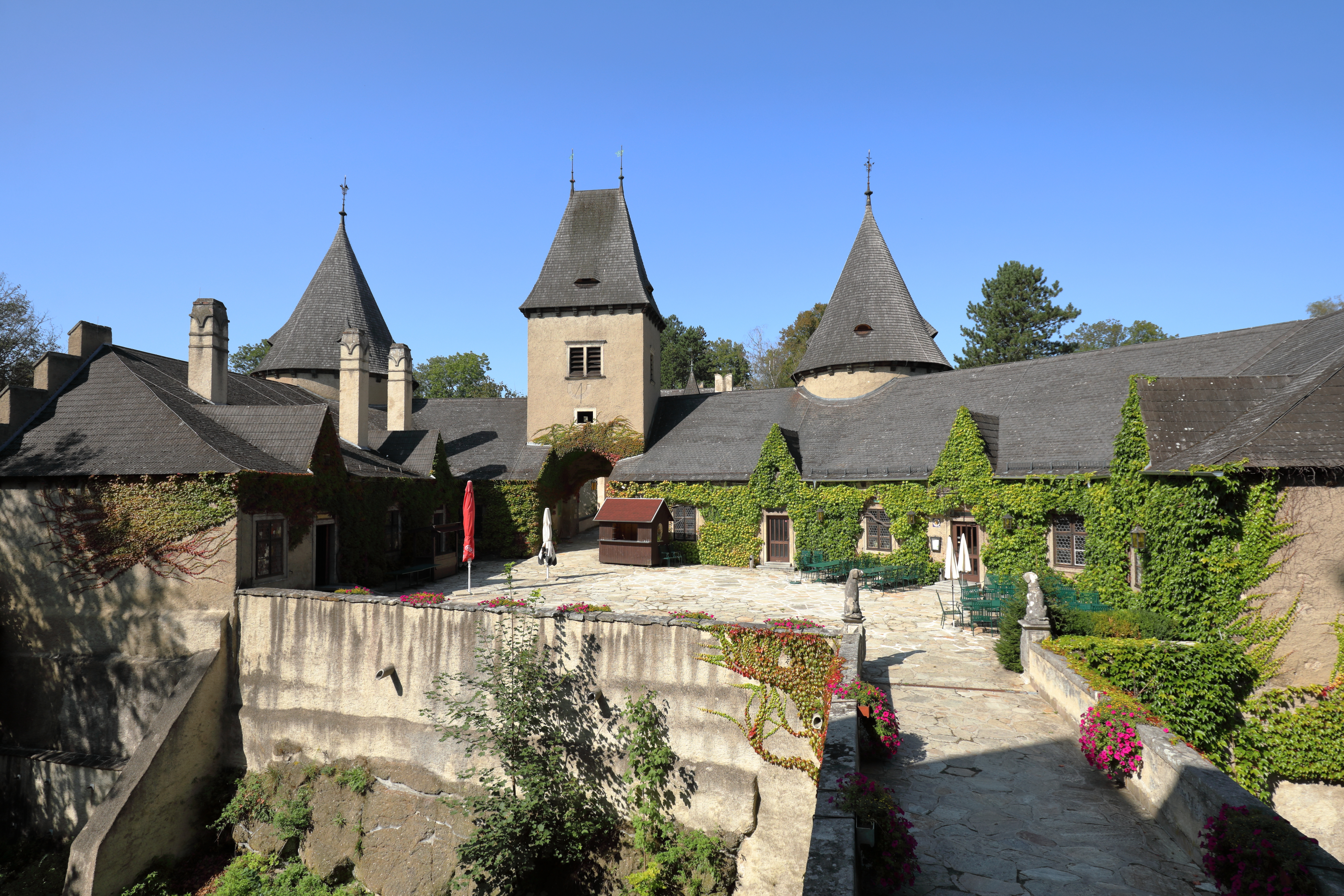
Yttre bailey

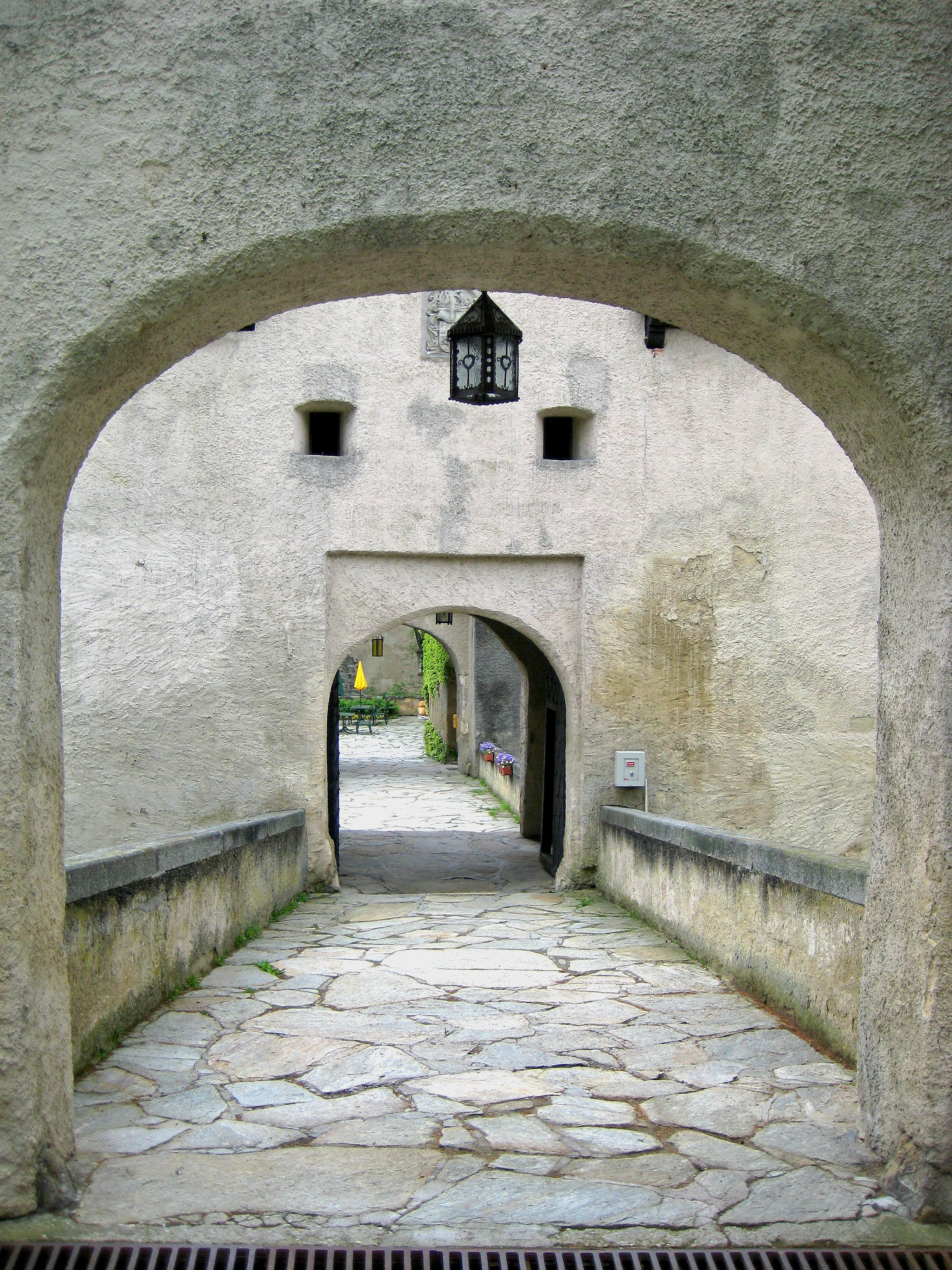
Utanverket med portarna

## Historia
När borgen grundades är inte helt klarlagt, dock får man anta att borgen byggdes på 1100-talet liksom de andra borgarna i Kampdalen som bildade ett gränsförsvar. I alla fall omnämndes borgen för första gången 1178 tillsammans med Hugo av Ottenstein. Borgen var i släkten Ottensetins ägo fram till 1400-talet när släkten utslocknade. Därefter bytte borgen ägare flera gånger tills den köptes av familjen Lamberg 1536, sedermera friherrar av Ortenegg och Ottenstein i vars ägo borgen förblev de närmaste 400 åren.
Under trettioåriga kriget belägrades borgen två gånger 1622 och 1640, båda gånger utan framgång. Även en svensk attack 1645 kunde avvärjas. Efter kriget byggdes borgen om och ut i barock stil. Mellan 1867 och 1878 renoverades borgen men samtidigt försökte man ett medeltida utseende i romantisk-historistisk anda. Tornens barocka lökformade tak ersattes t.ex. med dagens kägelformade tak. 
När det stora militära övningsområdet Allentsteig anlades av nazisterna, fick befolkningen lämna området och borgen säljas till det tredje riket. Den gjorde de närmaste åren tjänst som officersbostad och efter andra världskriget som förläggning för den ryska ockupationsmakten. 
På 1960-talet renoverades borgen. 

## Byggnader
Huvudborgen som byggdes om till slott på 1600- och 1700-talen har många barocka element, som t.ex. slottskapellet med sina tidigbarocka stuckarbeten. Det äldre borgkapellet som återupptäcktes vid renoveringsarbeten 1974/75 är utsmyckat med fresker från 100-talet. Utanverket byggdes på slutet av 1600-talet och består av portar med vindbrygga emellan (i dag bro). 

## Borgen idag
Borgen ägs av en stiftelse (Windhag’sche Stipendienstiftung) och är utarrenderad till det delstatliga energiföretaget EVN AG. I förborgen finns en restaurang. Borgen är öppen för besökare.